# 가메이도정
가메이도정(亀戸町)은 도쿄부 미나미카쓰시카군에 일찍이 존재했던 정이다. 현재의 도쿄도 고토구 동북부에 해당한다.

## 역사
- 1889년 5월 1일 - 정촌제 시행에 수반해 도쿄부 미나미카쓰시카군 가메이도촌이 성립하였다.
- 1900년 7월 19일 - 정으로 승격해 가메이도정이 되었다.
- 1932년 10월 1일 - 미나미카쓰시카군 전체가 도쿄시에 편입해, 가메이도정의 구역은 조토구가 되었다.
- 1947년 3월 15일 - 조토구가 후카가와구와 합병해 고토구가 되었다.

## 인구
- 1920년 38,548
- 1925년 57,321
- 1930년 65,174

## 교통

### 철도
- 철도성 (이후 국철 →현・JR동일본)
  - 소부 본선
- 도부 철도
  - 가메이도선

## 참고문헌
- 『衆議院要覽 昭和3年 乙』衆議院事務局、1928年。